# KOI-254
KOI-254 (також Kepler-45) — зоря, розташована в сузір'ї Лебідь на відстані близько 1086 світлових років від Землі. Навколо зірки обертається принаймні одна планета.

## Характеристики
KOI-254 — зірка видимої зоряної величини 16,88. Уперше згадується в каталозі 2MASS під назвою 2MASS J19312949+4103513. Наразі поширенішою є назва KOI-254 (абревіатура «KOI» означає Kepler Object of Interest — «об'єкт дослідження телескопа Kepler»), надана дослідниками, які знайшли планету біля цієї зорі.
Зоря є тьмяним і відносно холодним червоним карликом із масою й радіусом, які дорівнюють відповідно 59 % і 55 % сонячних. Температура поверхні становить близько 3820 кельвінів. KOI-254 є першим червоним карликом, у якого було знайдено гарячий юпітер.

## Планетна система
У 2011 році група астрономів повідомила про відкриття планети KOI-254b у цій системі. Вчені користувалися даними, отриманими орбітальним телескопом Kepler й викладеними у вільний доступ. Планета є гарячим юпітером — тобто це газовий гігант, який має потужну атмосферу й розпечене ядро, як у Юпітера. Утім, через близькість до батьківської зорі температура планети настільки велика (прибл. 1000 кельвінів), що верхні шари атмосфери можуть випаровуватися у відкритий космос. Маса й радіус KOI-254 b дорівнюють відповідно 50 % і 96 % юпітеріанських. Вона обертається круговою орбітою на відстані 0,027 а. о. від батьківської зорі, роблячи повний оберт лише за 2,4 доби.